# 井上頼次
井上 頼次（いのうえ よりつぐ）は、戦国時代から江戸時代初期にかけての武将。長井道利の次男。
当初は斎藤姓を名乗ったが斎藤龍興が織田信長に滅ぼされると、井上姓に改めて信長に仕え、信長死後、豊臣秀吉・秀頼に仕えた。のち兄・道勝と共に黄母衣衆に加わる。慶長19年（1614年）、鴫野の戦い（大坂の陣）で豊臣軍に属し、鉄砲隊長として2千の兵を率いて、鴫野の柵に徳川軍への備えとして置かれるが、徳川軍の猛攻に遭い、鴫野の柵崩壊によって討死した。